# Tonmolen (Paasloo)
De Tonmolen staat in Paasloo in de Nederlandse provincie Overijssel.
Deze tonmolen, het enige exemplaar in Nederland, is oorspronkelijk in 1899 gebouwd. Het ontwerp was van een landbouwer die het type ontwikkelde voor het bemalen van zijn land, dat regelmatig onder water kwam te staan. Een ander type molen met wieken kon hij niet bouwen omdat hij daarvoor te veel bomen moest verwijderen.
De molen is acht meter hoog. De diameter van de ton is 2,5 meter en de hoogte van de ton 1,8 m.
De oorspronkelijke tonmolen heeft ruim 50 jaar gefunctioneerd maar ging bij een storm in 1952 verloren. In 2002 werd, op initiatief van de IJsselhamse Molenstichting, een replica gemaakt. Het molentje is alleen nog draaivaardig, omdat de vijzelton verwijderd is. Het object heeft de status gemeentelijk monument.

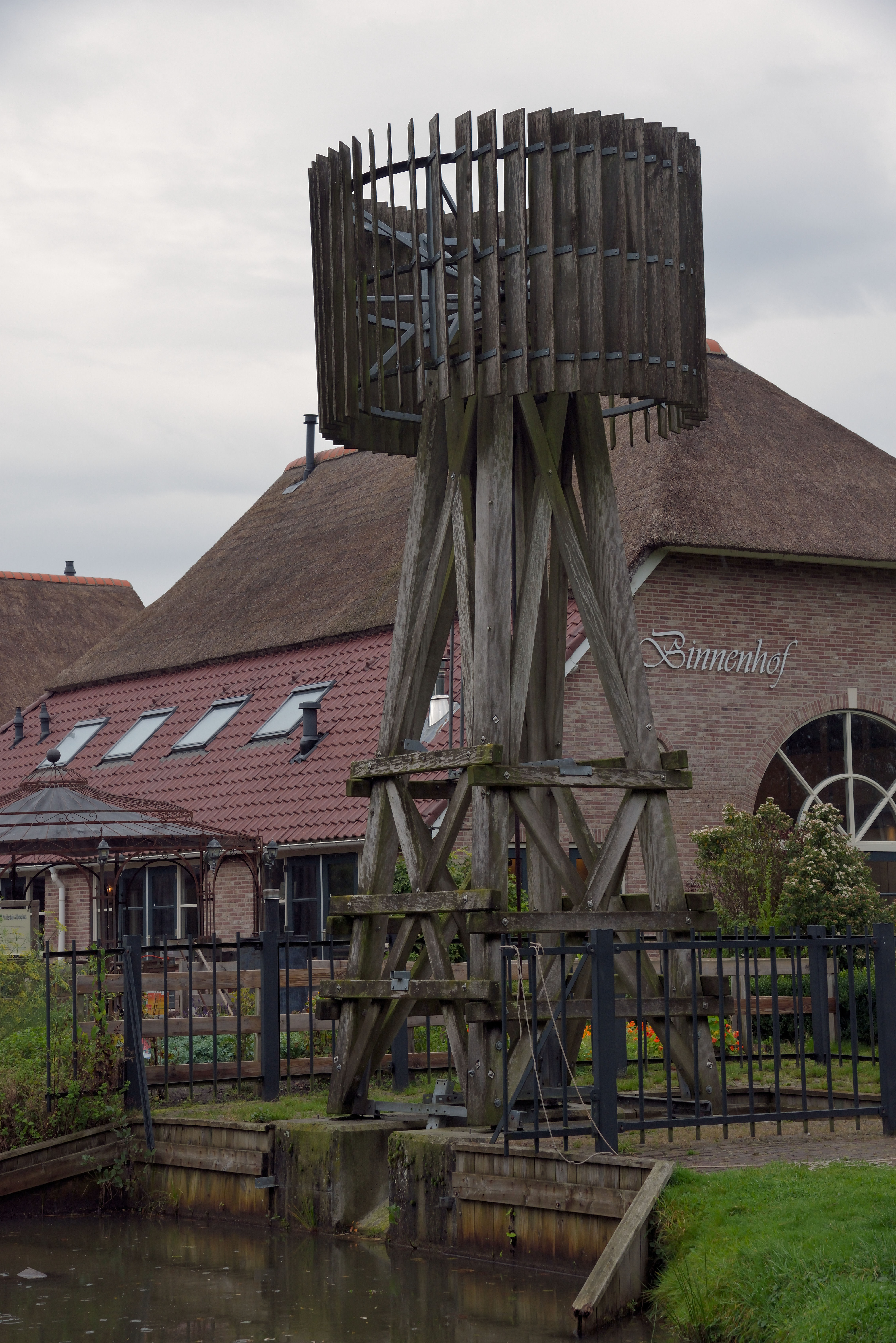
Zonder vijzelton